# Hiltrud Schwetje

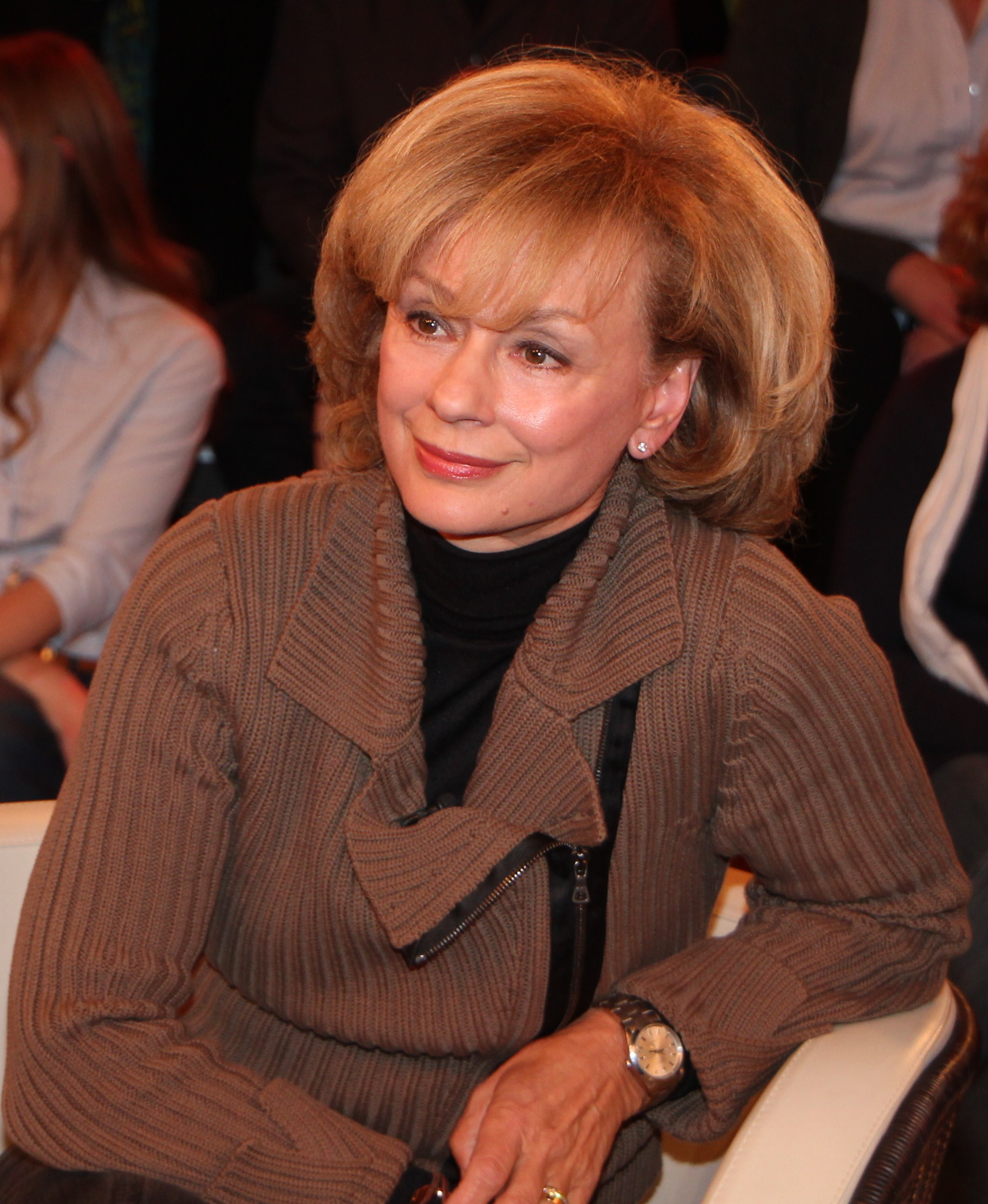
Hiltrud Schwetje, 2011

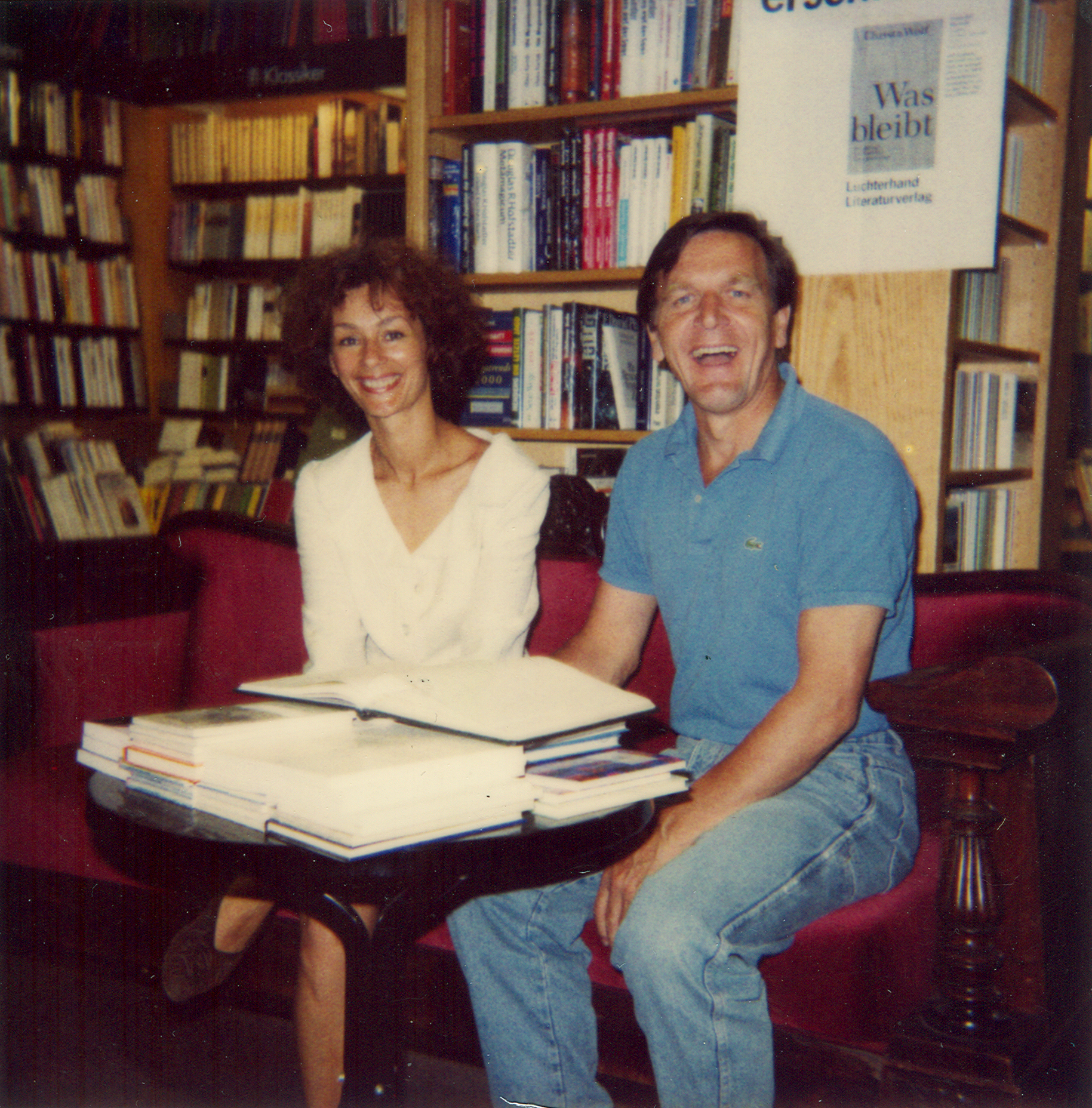
Hiltrud Schwetje mit Gerhard Schröder, wenige Tage nach seiner Wahl zum Ministerpräsidenten 1990

Hiltrud Marion „Hillu“ Schwetje, zeitweise Hiltrud Schröder, auch Hiltrud Hensen aus erster Ehe (* 11. Dezember 1948 in Hannover als Hiltrud Marion Hampel), war von 1984 bis 1997 in zweiter Ehe mit dem SPD-Politiker Gerhard Schröder in dessen dritter Ehe verheiratet.

## Leben
Schwetje wuchs in Lehrte bei Hannover auf. Ihr Vater war Ingenieur in einer Zementfabrik. Sie studierte Politik und Sozialwissenschaften an der Universität Hannover. Ihre erste Ehe mit einem Polizisten scheiterte. Die beiden Töchter blieben bei der Mutter.
1978 trat Schwetje im Ortsverein Burgdorf bei Hannover in die SPD ein. Während des Wahlkampfs 1980 lernte sie Gerhard Schröder auf einer von der SPD veranstalteten Fahrradtour kennen. Nachdem sich Schröder von seiner zweiten Frau Anne Taschenmacher getrennt hatte, heirateten die beiden am 15. Juni 1984 auf dem Standesamt Lehrte.
Schwetje unterhielt seit der Wahl ihres Mannes zum Ministerpräsidenten 1990 ein eigenes Büro in der Staatskanzlei.
Die bekennende Vegetarierin war als engagierte Natur- und Tierschützerin und Atomkraftgegnerin sehr populär. 1992 hatte sie die Leitung der Landesstiftung „Kinder von Tschernobyl“ übernommen; nach ihrer Scheidung von Schröder setzte sie mit dem 1999 gegründeten Verein „Help! Hilfe für Menschen in Not“ ihre Arbeit für die Opfer der Katastrophe von Tschernobyl fort. Neben der ehrenamtlichen Tätigkeit kümmerte sie sich auch um einige Politikfelder.
Das eheliche Zerwürfnis 1997 zwischen Gerhard und Hiltrud Schröder wurde über mehrere Monate hinweg von der Publikumspresse ausgebreitet und kommentiert. Die Scheidung wurde am 25. September 1997 in Lehrte registriert.
Am 13. September 2008 heiratete Schwetje den Zahnarzt Klaus-Henning Schwetje aus Sehnde. Im April 2010 nahm sie an der Tanzshow Let’s Dance auf RTL teil, musste jedoch den Wettbewerb wegen einer Knieverletzung verlassen. Seit 2011 lebt sie von ihrem Ehemann getrennt.
Schwetje hat zwei Töchter und mehrere Enkelkinder.

## Schriften
- Hiltrud Schröder: Auf eigenen Füßen. Hoffmann und Campe, Hamburg 1996, ISBN 3-455-11173-4.
- Hiltrud Schröder: Tschernobyl und die Folgen (Tonträger). Emu-Verlag, Lahnstein 1998.